# Museo de historia natural de Zimbabue
El Museo de historia natural de Zimbabue (en inglés: Natural History Museum of Zimbabwe) se encuentra en Bulawayo, en el país africano de Zimbabue sobre la avenida Leopold Takawira. Inaugurado en 1964, el museo contiene exposiciones que ilustran la historia, la riqueza mineral y la fauna de Zimbabue, incluyendo el segundo mayor elefante montado en el mundo.